# Savoia-Marchetti SM.82
El Savoia-Marchetti SM.82 Marsupiale es un avión de transporte y bombardero italiano de la Segunda Guerra Mundial. Era un monoplano trimotor de ala media con estructura en voladizo y tren de aterrizaje retráctil con ruedas de cola. Se construyeron 875 unidades  (más un prototipo), el primero de los cuales entró en servicio en 1940. Aunque podía operar como bombardero con una carga máxima de bombas de hasta 8818 lb (4000 kg), el SM.82 tuvo un uso muy limitado en esta función. El SM.82 fue el avión extranjero utilizado en mayor número por la Luftwaffe, que operó varios cientos de este avión como transporte. Después de la guerra, unos 30 SM.82 continuaron en servicio con la Aeronautica Militare Italiana, muchos de los cuales permanecieron en servicio hasta principios de la década de 1960.